# Obereopsis pedongensis
Obereopsis pedongensis är en skalbaggsart som beskrevs av Stefan von Breuning 1960. Obereopsis pedongensis ingår i släktet Obereopsis och familjen långhorningar. Inga underarter finns listade i Catalogue of Life.